# Volkswagen Santana

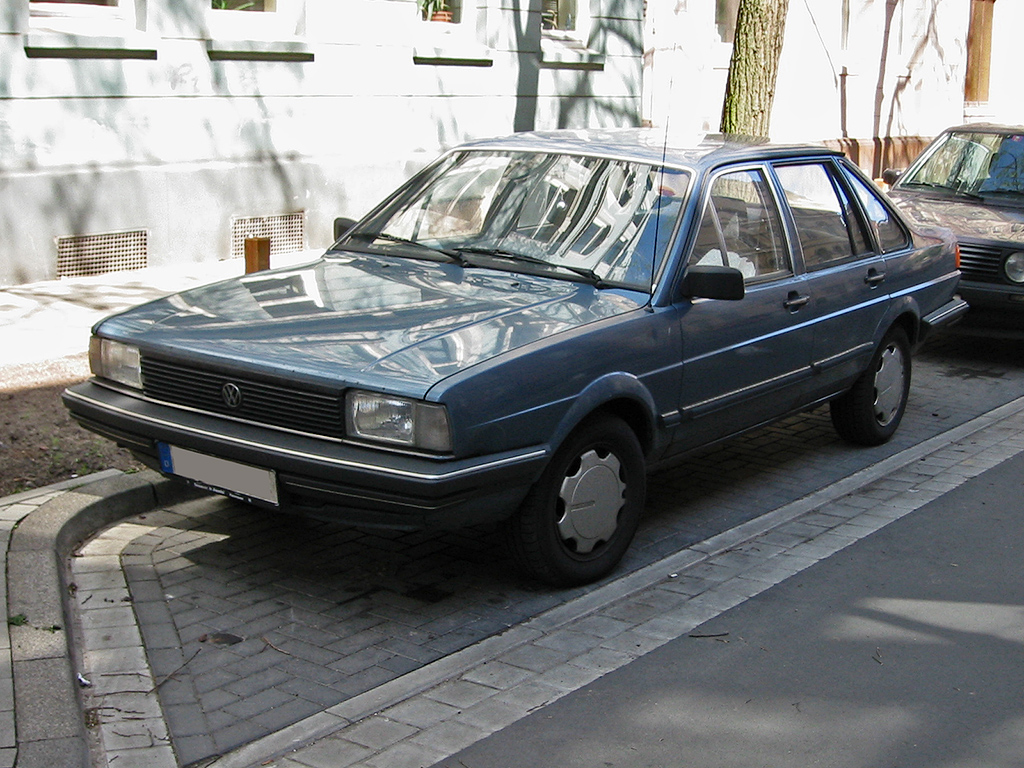
Volkswagen Santana

De Volkswagen Santana is een automodel van Volkswagen.

## Geschiedenis

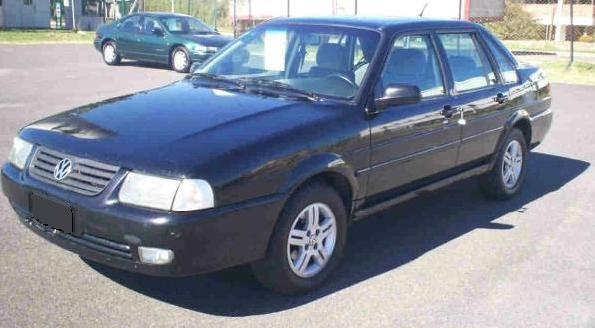
VW Santana 2000 (Brazilië)

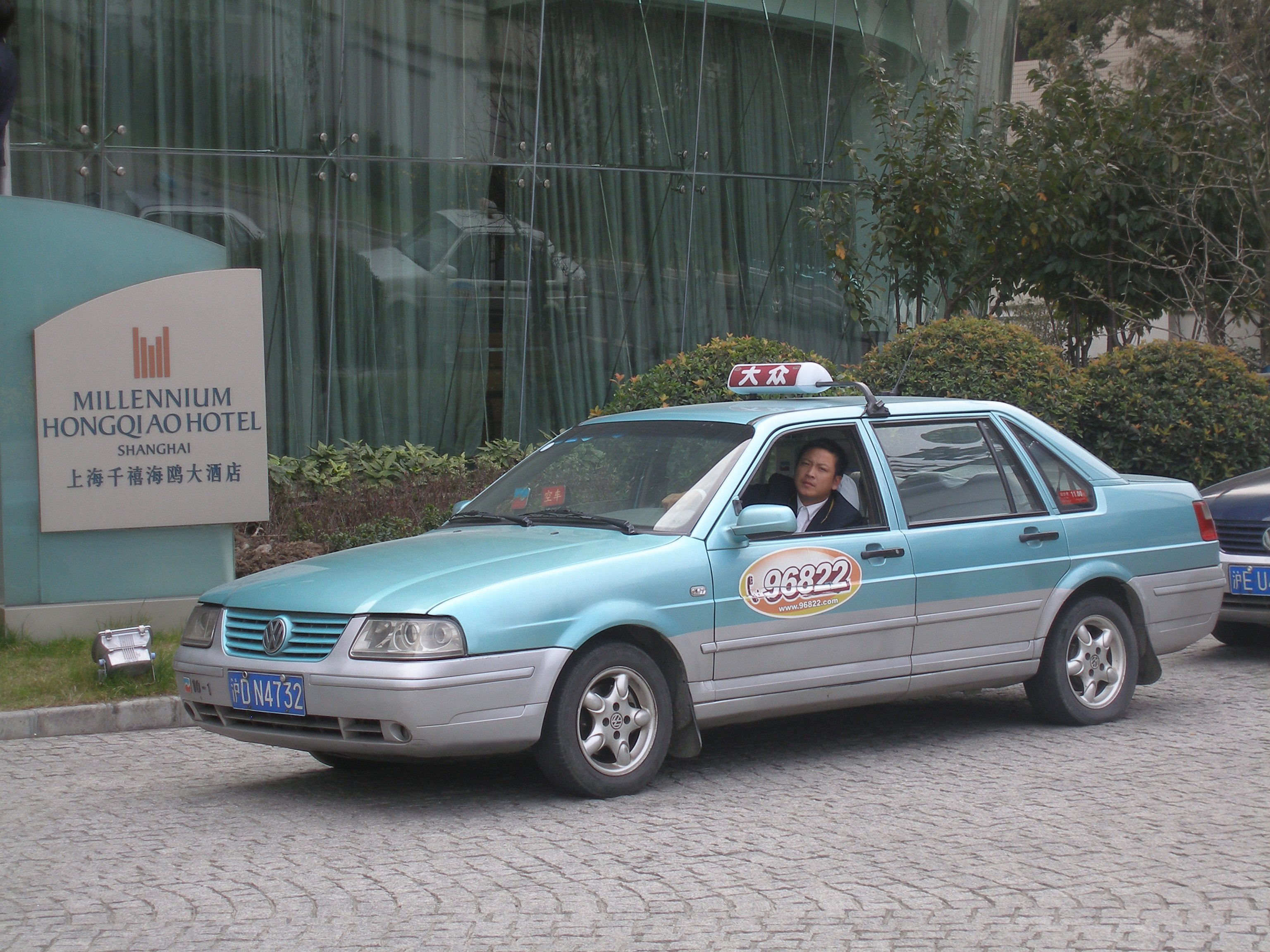
VW Santana 3000 (China)

De eerste generatie Santana werd geproduceerd vanaf 1980 en was technisch gezien een Volkswagen Passat van de tweede generatie, maar dan als vierdeurs sedan met verbeterde uitrusting. De voorkant (richtingaanwijzers, koplampen, bumper) was aangepast. Het achterste gedeelte vanaf de dakrand/achterdeuren vertoonde geen optische overeenkomsten met de Passat, zo had de Santana brede achterlichten en liep het kofferdeksel niet tot de bumper.
Het topmodel was de Santana GX 5 uit 1982, waarvan in Nederland zo'n vierhonderd stuks zijn verkocht. Deze wagen had de vijfcilindermotor van de Audi 80 Coupe 5S met 115 pk.
Dit model werd geproduceerd tot 1985 en daarna nog tot 1988 als Volkswagen Passat Sedan verkocht. In navolging van de eerste generatie Santana werden de Santana 2000 en Santana 3000 geproduceerd door Volkswagen Brazilië en in de Volksrepubliek China.

### Chinese productie
Sinds 1983 werd de Santana in China gebouwd door Shanghai Volkswagen Automotive, een joint venture tussen Volkswagen AG en SAIC. De Santana heeft flink bijgedragen aan de massamotorisatie in dat land, vanaf het begin van zijn Chinese carrière in 1983 zijn er meer dan 3,2 miljoen stuks verkocht. In 2012 ging de Santana definitief uit productie om plaats te maken voor de modernere Volkswagen Lavida, een afgeleide van de Jetta.

### New Santana

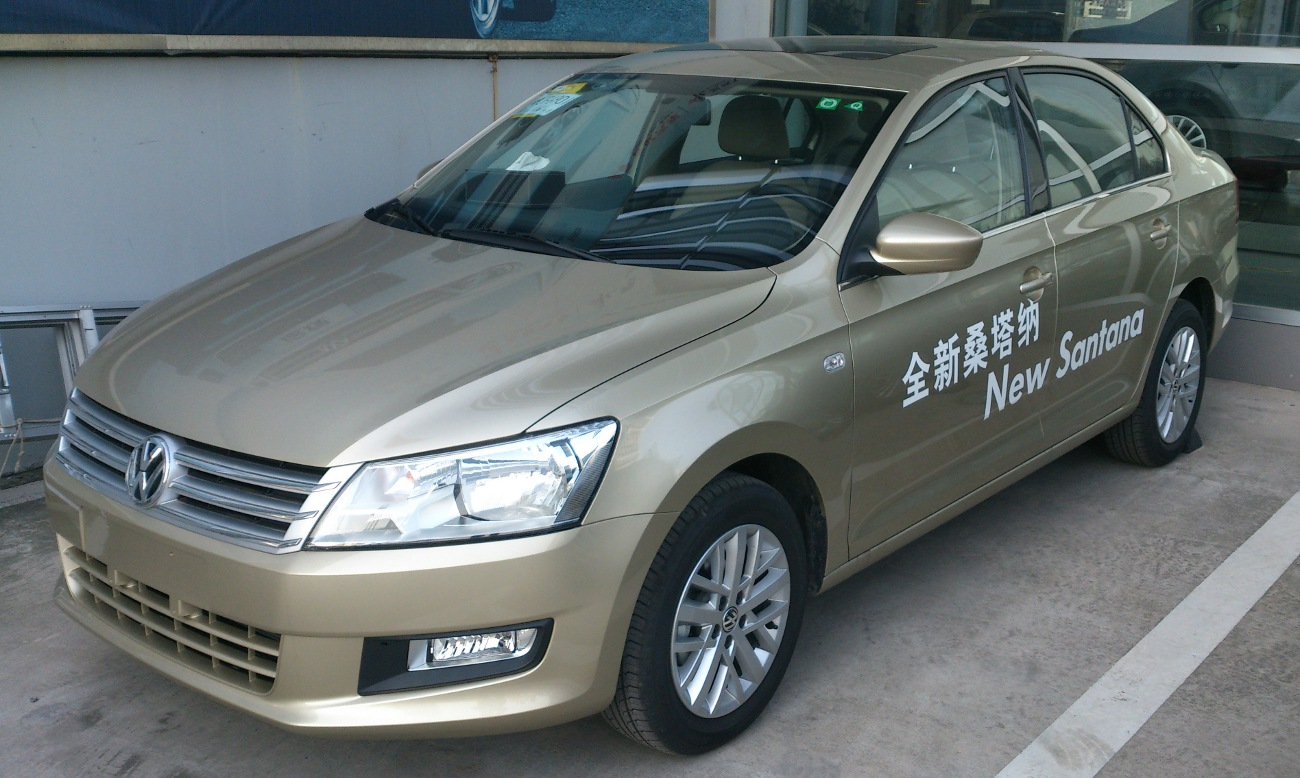
Volkswagen New Santana

Bijna dertig jaar bleef de oorspronkelijke versie in China in productie en in 2012 werd daar de New Santana geïntroduceerd, een iets compacter model dan de Lavida. De New Santana is vrijwel gelijk aan de vierdeurs sedanuitvoering van de Škoda Rapid die voor de Chinese markt werd ontwikkeld en daar ook wordt gebouwd.
De New Santana heeft een wielbasis van 2,60 meter en 480 liter bagageruimte. De New Santana is optioneel leverbaar met zaken als ESC, parkeersensoren en lederen bekleding. De uitrustingsniveaus zijn Trendline, Comfortline en Highline. De motoren zijn van de EA 211-generatie. De instapmotor is een 1,4-liter benzinemotor met een vermogen van 90 pk en een gemiddeld verbruik van 5,9 liter per 100 km. Het andere blok is een 1,6-liter viercilinder met een vermogen van 110 pk en een gemiddeld verbruik van 6,0 liter per 100 km. Volgens Volkswagen zijn dit verbruiksreducties van 28 procent ten opzichte van de vorige generaties.

### Gran Santana

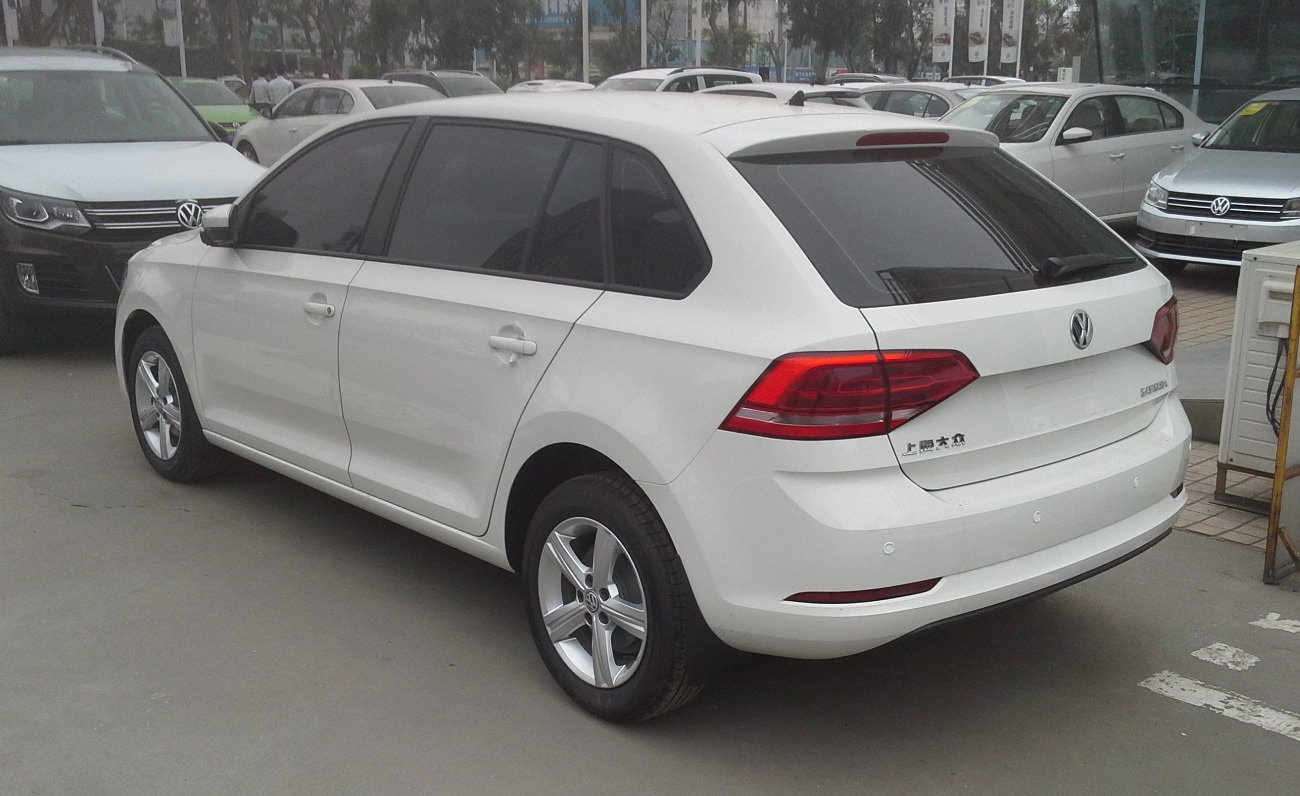
Volkswagen Gran Santana

In 2015 werd in China de Gran Santana leverbaar, een afgeleide van de Škoda Rapid Spaceback. De Gran Santana werd iets onder de grotere Gran Lavida (een aan de VW Jetta gerelateerd model) gepositioneerd en beschikt over een 1,4-liter TSI-motor die is gekoppeld aan een DSG-transmissie. De Gran Santana is 4.282 mm lang, 1.706 mm breed en 1.475 mm hoog. De wielbasis bedraagt 2.602 mm.